# كلوديون
كلوديون الملتحي أو الكثيف الشعر {395 - 447.م} وملك على الفرانك {428 - 447.م}.
كلوديون من الملوك الفرنسيين الأوائل الذين تحوم حولهم الشكوك والأساطير ،فهو حسب القصص الفرانكية القديمة يعتبر ابن الدوق {فاراموند :410 – 426.م} من الملكة {آرجوتّا الثورنجية} ،و هو والد الملك ميروفيوس :{447 – 458.م}.
سلالة الميروفينجين كانت سلالة من قبائل السليان من الفرنكيين هم أول من حكم الفرنكيين إلى حد كبير في المنطقة المقابلة لفرنسا من منتصف الخامس إلى منتصف القرن الثامن. كانت سياسة الميروفينجين تنطوي على تكرار الحرب المدنية بين فروع الأسرة. ومن المتفق عليه أن كلوديون هو أوّل من اتخذ لقب ملك الفرانك الساليين وهو ينتمي إلى الأسرة الميروفينية التي ظلّ الحكم في البلاد بيدها حتى عام 749.م ،و كانت فرنسا قبل القرن الخامس واقعة تحت الاحتلال الروماني وكانت تجبى منها الضرائب كأيّ مقاطعة رومانية وكانت المناطق المستقلة في الغرب والشمال تتقاسمها النزاعات نتيجة ضعف السيطرة الرومانية في المنطقة آنذاك ،فكان لا بدّ من يقظة الفرنسيين والتنبّه لأحوالهم فكان نتاج ذلك أن اختاروا كلوديون ابن الدوق فاراموند ابن الدوق ماركومير ملكا على الفرانك الساليين.

## حياته وأعماله
ولد كلوديون عام 395 م ولقي تربيته في قلعة أبيه في ديسبارجوم Dispargum والتي كان يتّخذها آباءه وأجداده مركزا لهم في مواجهة الرومان وغزواتهم، وحين توفّي والده الدوق فاراموند عام 426 م كان ابنه الأكبر كلوديون البالغ الحادية والثلاثين من عمره قد أصبح الدوق على القلعة.

## إعلان تأسيس المملكة 431 م
لم يمض وقت طويل حتى ملّ كلوديون الخضوع لسلطة الرومان فأعلن استقلاله التام وتتويجه ملكا في قلعته عام 431.م وقد قبل به سكّان المنطقة ووضعوا أملهم فيه لدحر سيطرة الرومان عن المنطقة، فإن ذلك خطرا على الوجود الروماني الغنامالتي توفرها لهم القبائل الغالية التي قد تحاول الالتحاق بجيش كلوديون الذي عزم على المسير للقاء الرومان.

## الحرب ضدّ الرومان
- كان كلوديون قد أعدّ العدّة وجهّز الجيش لغزو القوّات الرومانية فابتدأ الأمر بغزوه أرض آرتيوس الخاضعة لسلطة الرومان ونهبها وقتل أفراد حاميتها ،فلمّا علم باجتماع الجيش الروماني المرابط في الشمال خرج إليه والتقى بالفيالق الرومانية في معركة هيسدين Hesdin عام 431 م حيث لقي هنالك هزيمة مروّعة أمام الرومان الذين كان على رأسهم أيتيوس Aëtius قائد الجيوش الرومانية في مقاطعة Gaul وإثر الهزيمة فرّ كلوديون إلى قلعته وعاود التخطيط لضرب الرومان الذين زهوا بنصرهم، وحوالي عام 433 م استجمع كلوديون قواه مجدّدا وأغار على الرومان وظفر بجيوشهم وخلال أواخر الثلاثينات من القرن الخامس الميلادي كانت الحصون الرومانية قد سقطت بمعظمها في الشمال بيد كلوديون الذي استولى على مدينة كاميراكوم Cameracum حوالي عام 435 م وخضعت له كافة البلاد الممتدة على طول ضفاف نهر السوم.

كانت أعمال كلوديون مجيدة في تاريخ الفرنسيين القديم إذ كان المخلّص من سيطرة الرومان في الشمال والممهّد للقضاء عليهم نهائيا فيما بعد على يد أحفاده ،فقد لحق بالفرنسيين ظلم كثير من الرومان الذين كانت امبراطوريتهم قد شاخت وآن أوان زوالها
توفيّ كلوديون في عاصمته الجديدة تورنيه Tournai عام 447 م عن عمر يناهز الثانية والخمسين.
بعد وفاة كلوديون خلفه على الملك في تورنيه ابنه ميروفيوس الذي وسّع سيطرة مملكته على حساب المقاطعات الرومانية وذلك استمرارا لهدف كلوديون في دحر الرومان.

## مواضيع متعلقة
- الإمبراطورية الكارولينجية
- فرنكيين